# Proechimys poliopus
Proechimys poliopus és una espècie de mamífer rosegador de la família de les rates espinoses. Viu a Colòmbia i Veneçuela, a una altitud d'entre 0 i 800 msnm. El seu hàbitat natural són els boscos primaris, secundaris i de galeria. El seu entorn natural està molt degradat i se n'ha convertit gran part per a usos ramaders i agrícoles.